# Saint-André-de-l'Eure
Saint-André-de-l'Eure är en kommun i departementet Eure i regionen Normandie i norra Frankrike. Kommunen ligger i kantonen Saint-André-de-l'Eure som tillhör arrondissementet Évreux. År 2022 hade Saint-André-de-l'Eure 3 903 invånare.

## Befolkningsutveckling
Antalet invånare i kommunen Saint-André-de-l'Eure
Referens:INSEE